# Hollywood Mélodie
Pour plus de détails, voir Fiche technique et Distribution.
Hollywood Mélodie (titre original : Song of the Open Road) est un film américain en noir et blanc réalisé par S. Sylvan Simon, sorti en 1944.

## Fiche technique
- Titre français : Hollywood Mélodie
- Titre original : Song of the Open Road
- Réalisation : S. Sylvan Simon
- Scénario : Albert Mannheimer, Edward Verdier et Irving Phillips
- Photographie : John W. Boyle
- Pays d'origine : États-Unis
- Format : noir et blanc - 1,37:1 - son : Mono
- Genre : Film musical
- Durée : 93 min
- Dates de sortie : 
  -  États-Unis : juin 1944
  -  France : 28 février 1947

## Distribution
- Jane Powell : Jane Powell
- Bonita Granville : Bonnie
- Edgar Bergen : Edgar Bergen
- Charlie McCarthy : Charlie
- W.C. Fields : lui-même
- Jackie Moran : Jack Moran
- Sammy Kaye et son orchestre : Sammy Kaye
- Reginald Denny : Curtis
- Regis Toomey : Connors
- Rose Hobart : Mme Powell
- Peggy O'Neill : Peggy
- Sig Arno : Spolo
- Irene Tedrow : Miss Casper